# 冉立
冉立，重庆大学教授、英国华威大学兼职教授，研究方向为电力电子在新能源发电中的应用、新型电力电子器件及其可靠性。中华人民共和国教育部第二批“长江学者”特聘教授。主持多个重点学术科研课题，发表百余篇论文，获得多个奖项。